# 爲我井克美
爲我井 克美（ためがい かつみ、1965年7月12日 - ）は、日本の男性アニメーター、キャラクターデザイナー。神奈川県出身。東映アニメーション所属。

## 参加作品

### テレビアニメ
1992年
- 美少女戦士セーラームーン（1992年 - 1993年、作画監督）

1993年
- 美少女戦士セーラームーンR（1993年 - 1994年、作画監督）

1994年
- 美少女戦士セーラームーンS（1994年 - 1995年、作画監督）

1995年
- 美少女戦士セーラームーンSuperS（1995年 - 1996年、作画監督）

1996年
- 美少女戦士セーラームーン セーラースターズ（1996年 - 1997年、キャラクターデザイン・作画監督・原画）

1997年
- キューティーハニーF（1997年 - 1998年、作画監督）

1998年
- ふしぎ魔法ファンファンファーマシィー（1998年 - 1999年、作画監督）

1999年
- 神風怪盗ジャンヌ（1999年 - 2000年、総作画監督）

2000年
- マシュランボー（作画監督）

2003年
- エアマスター（作画監督）

2004年
- ふたりはプリキュア（2004年 - 2005年、作画監督）

2005年
- ふたりはプリキュア Max Heart（2005年 - 2006年、作画監督）

2006年
- ふたりはプリキュア Splash Star（2006年 - 2007年、作画監督）

2008年
- Yes!プリキュア5（2008年 - 2009年、作画監督）

2009年
- フレッシュプリキュア!（2009年 - 2010年、作画監督）

2010年
- ハートキャッチプリキュア!（2010年 - 2011年、作画監督）

2011年
- トリコ（2011年 - 2014年、作画監督）
- スイートプリキュア♪（2011年 - 2012年、作画監督）

2012年
- スマイルプリキュア!（2012年 - 2013年、作画監督）

2013年
- ドキドキ!プリキュア（2013年 - 2014年、作画監督）

2014年
- 金田一少年の事件簿R（作画監督）
- ハピネスチャージプリキュア!（2014年 - 2015年、作画監督）

2015年
- Go!プリンセスプリキュア（2015年 - 2016年、作画監督・原画）

2016年
- 魔法つかいプリキュア!（2016年 - 2017年、総作画監督・作画監督・原画）

2017年
- キラキラ☆プリキュアアラモード（2017年 - 2018年、作画監督・原画）

2018年
- HUGっと!プリキュア（2018年 - 2019年、作画監督）

2019年
- スター☆トゥインクルプリキュア（作画監督・原画）

2020年
- ヒーリングっど♥プリキュア（作画監督・原画）

2021年
- ドラゴンクエスト ダイの大冒険（総作画監督）

2023年
- ひろがるスカイ!プリキュア（作画監督）

2024年
- わんだふるぷりきゅあ!（作画監督）

2025年
- キミとアイドルプリキュア♪（作画監督）

### 劇場アニメ
1994年
- 劇場版美少女戦士セーラームーンS（作画監督）

2005年
- 映画 ふたりはプリキュア Max Heart（キャラクターデザイン・作画監督）
- 映画 ふたりはプリキュア Max Heart 2 雪空のともだち（キャラクターデザイン・作画監督）

2006年
- 映画 ふたりはプリキュア Splash Star チクタク危機一髪!（作画監督）

2007年
- 映画 Yes!プリキュア5 鏡の国のミラクル大冒険!（キャラクターデザイン・作画監督）

2008年
- 映画 Yes!プリキュア5GoGo! お菓子の国のハッピーバースディ♪（キャラクターデザイン・作画監督）

2009年
- 映画 フレッシュプリキュア! おもちゃの国は秘密がいっぱい!?（キャラクターデザイン・作画監督）

2010年
- 映画 ハートキャッチプリキュア! 花の都でファッションショー…ですか!?（作画監督補）

2015年
- 映画 Go!プリンセスプリキュア Go!Go!!豪華3本立て!!!パンプキン王国のたからもの（作画監督補佐）

2017年
- 映画 キラキラ☆プリキュアアラモード パリッと!想い出のミルフィーユ!（キャラクターデザイン・総作画監督）

2018年
- 映画 プリキュアスーパースターズ!（作画監督（小松こずえと共同））

2021年
- 映画 ヒーリングっど♥プリキュア ゆめのまちでキュン!っとGoGo!大変身!!（キャラクターデザイン・総作画監督）

2023年
- 鬼太郎誕生 ゲゲゲの謎 （原画）

### OVA
- 遠山桜宇宙帖 奴の名はゴールド（1988年、原画）
- 湘南爆走族（1996年、原画）
- インターステラ5555（2003年、総作画監督）

### ゲーム
- ドキドキプリティリーグ熱血乙女青春記（1998年、原画）

## 原画集
- 「Lunatic Soldier 永遠の誓い」 （爲我井克美/とみながまり/北野ヨシヒロ、1998年12月1日発売）